# Reino do Négede e do Hejaz
O Reino de Hejaz e Négede (em árabe: مملكة الحجاز ونجد) Mamlakat al-Ḥijāz wa-Najd), inicialmente o Reino do Hejaz e Sultanato do Négede (مملكة الحجاز وسلطنة نجد, Mamlakat al-Ḥijāz wa-Salṭanat Najd), foi uma monarquia dual governada por Abdalazize ibne Saud depois da vitória do sultanato saudita do Négede sobre o reino haxemita de Hejaz em 1925. Foi a quarta iteração do terceiro estado saudita. Em 1932, os dois reinos foram unificados como o Reino da Arábia Saudita.

## História
Em 8 de Janeiro de 1926, ibne Saud, o sultão do Négede, foi coroado Rei do Hejaz na Grande Mesquita em Meca e elevou Négede para o estatuto de reino em 29 de Janeiro de 1927. No Tratado de Gidá, em 20 de maio de 1927, o reino de ibne Saud foi reconhecido pelo Reino Unido, e foi tratado como o Reino do Négede e Hejaz.
Nos cinco anos seguintes, ibne Saud administrou as duas partes de seu reino dual como unidades separadas. Em 23 de Setembro de 1932, ibne Saud proclamou a união dos principais territórios sauditas de Alhaça, Qatif, Négede e Hejaz como o Reino da Arábia Saudita.

## Política estrangeira
O Reino do Négede e Hejaz pode prosseguir a sua política expansionista pelo fornecimento de armas Britânicas por causa das suas relações estreitas com o Reino Unido. Sob ibne Saud, o Hejaz retirou-se da Liga das Nações.
Em 1926, o Reino do Négede e Hejaz foi reconhecido pela União Soviética, seguido pelos Estados Unidos em 1931. Em 1932, o Reino Unido, a União Soviética, a Turquia, o Estado Imperial do Irão e os Países Baixos mantinham missões diplomáticas em Gidá; A Terceira República Francesa, o Reino da Itália e o Reino do Egito mantiveram representantes consulares não oficiais.

## Bandeiras do Négede e Hejaz

Bandeira do Négede (1926 – Set 1932)
Bandeira de Hejaz (18 Jan 1926 – 22 Set 1932)